# Địch Quả
Địch Quả là một xã thuộc vùng hạ huyện huyện Thanh Sơn, tỉnh Phú Thọ, Việt Nam.
Xã Địch Quả có diện tích 18,31 km², dân số năm 2016 là 7994 người, mật độ dân số đạt 346 người/km².